# História do estudo da sexualidade
Desde o aparecimento do ser humano no mundo, a sexualidade já era um fenômeno existente, mas a história do estudo da sexualidade só vem sendo pensada nos últimos séculos. Durante todo este percurso encontramos diferentes formas de expressão dessa sexualidade, carregadas de valores, estigmas e preconceitos de cada época e sociedade. Longe de ser somente um ato físico, a sexualidade acabou adquirindo um significado simbólico bastante complexo e hoje funciona como uma estrutura social e cultural situada dentro de um sistema de poder.

## Antecedentes

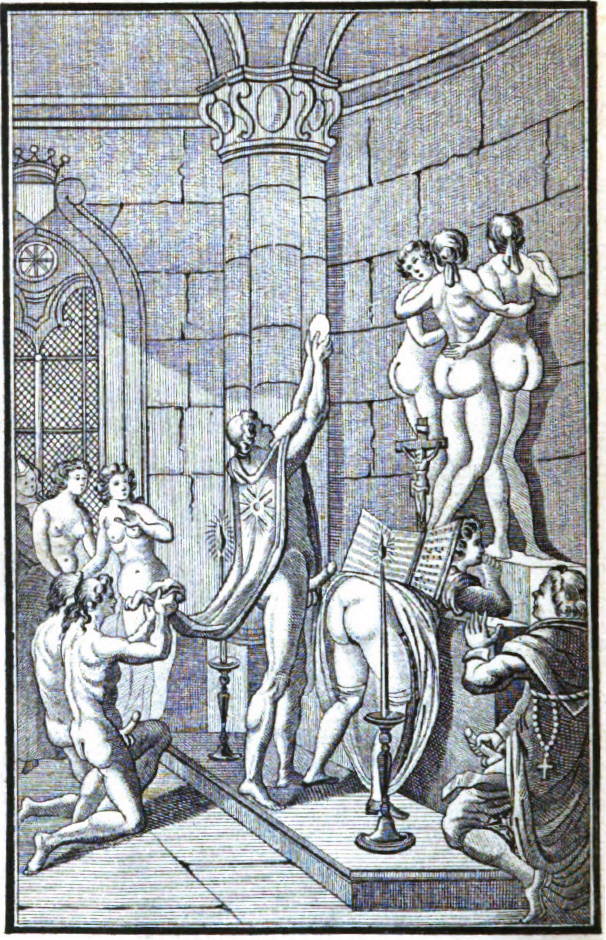
Justine ou les Malheurs de la vertu (Justine e os infortúnios da virtude).

As curiosidades sobre a sexualidade e os sentimentos que ela desperta sempre esteve presente ao longo da história da humanidade. Podemos verificar diversas obras de arte da Antiguidade, ou até mesmo desenhos pré-históricos que retratam o corpo humano; e muitos com ênfase nos órgãos genitais. O pênis, por exemplo, conhecido como "falo" ao estar ereto, já foi idolatrado como o símbolo de fertilidade, de sorte, de proteção, de poder e de liderança pelas mais diversas culturas do globo terrestre e, ainda, tem vital importância simbólica na atualidade. Referências sobre esse estudo podem ser encontradas desde a Idade Antiga, nos escritos do filósofo Platão, onde ele identificava o deus Eros como o deus do amor e dos apetites sexuais, deus do instinto básico da vida e responsável pela atração entre os corpos. Em contrapartida, ao analisarmos os discursos a partir do século XVII, percebemos que o ato sexual passou a ser colocado pela burguesia e principalmente pela Igreja em outro patamar, retirando-lhe a centralidade. Alguns autores analisam que, apesar de marcada por relações de poder, a sexualidade não pode ser vista como uma mera extensão de conflitos marcados pela luta de classes. Se para a aristocracia a “pureza” estava no sangue, para a burguesia ela se encontraria apenas na busca de uma sexualidade garantidora da diferenciação frente aos demais componentes da sociedade. Somente quando se colocam problemas econômicos, como, por exemplo, o controle das populações, que a sexualidade do trabalhador passará a constituir problema. Assim é que a burguesia desempenha papel significativo na evolução de uma nova visão de sexualidade, mas não necessariamente sob a forma de “censura”. Quanto à Igreja, sobretudo a Católica, que dominava de uma certa forma a mentalidade da sociedade da época, a sexualidade ficou restringida à ideia de procriação donde qualquer tipo de controle de natalidade, ao contrário do propagado pelos especialistas da demografia, é visto como pecado.
Entretanto, com a difusão dos estudos e princípios da Revolução Científica, a medicina se tornou um ator fundamental neste processo, ao instaurar uma série de procedimentos pelos quais as práticas sexuais passaram a ser analisadas, a partir de uma visão “científica”. Tal discurso se torna poderoso à medida que não fala em nome de especulações e de falsas crenças determinadas pela Igreja, dando um lugar central à objetividade junto as observações criteriosas baseadas nos métodos científicos que garantem uma “verdade” irretocável e, por isso mesmo, que se coloca na condição de guia para o estudo e prática sexual.

## O estudo da sexualidade hoje
Nos tempos atuais, destacou-se no estudo da sexualidade o surgimento da psicanálise. Sigmund Freud se referiu ao deus Eros como a libido, força vital de amor.
O tema da sexualidade foi primeiro abordado por Michel Foucault, que problematiza essa questão confrontando-a com a moral contemporânea. De acordo com o contexto social do mundo moderno, o papel do homem e da mulher na sociedade seria paralelo aos papéis dos dois gêneros no mundo greco-romano. Neste caso, os gêneros não são caracterizados em um aspecto biológico, mas sim pelo caráter social. Para os estudiosos de cultura contemporânea, o sexo não seria uma ação natural, e sim uma construção de cada época. Portanto, significa que o conceito de sexo muda de acordo com a convenção de cada sociedade. Sendo assim, o que é convenção seria considerado natural e adequado porque "praticamente toda configuração imaginável de prazer pode ser institucionalizada como convenção."
O interesse pelo estudo da Sexualidade é crescente pelo mundo inteiro. Verifica-se um avanço na tentativa de melhor capacitar os profissionais de diferentes áreas visando aumentar seus desempenhos em suas diferentes funções. Além de médicos, temos psicólogos, enfermeiros e educadores investindo nessa área através do desenvolvimento de trabalhos de pesquisa aprofundados no tema. É importante ressaltar que, para uma melhor compreensão da dinâmica da sexualidade, é necessário uma desvinculação de valores próprios que podem trazer conclusões preconceituosas de uma determinada sociedade.